# Ariane-5
Ariane-5 là  một tên lửa đẩy (TLĐ) thuộc họ tên lửa Ariane, thường được sử dụng để đưa các tải trọng vào quỹ đạo truyền địa tĩnh (GTO), hoặc quỹ đạo Trái Đất thấp (LEO). Ariane-5 là tên lửa được sản xuất theo thẩm quyền của Cơ quan Vũ trụ châu Âu (ESA) và Trung tâm Nghiên cứu Vũ trụ Quốc gia Pháp (CNES). Ariane-5 được vận hành bởi Arianespace. Các bộ phận của tên lửa Ariane-5 được chế tạo ở châu Âu và đưa đến Trung tâm vũ trụ Guiana tại Guiana thuộc Pháp lắp rắp và phóng tại đây.

## Kết cấu Ariane-5 ECA

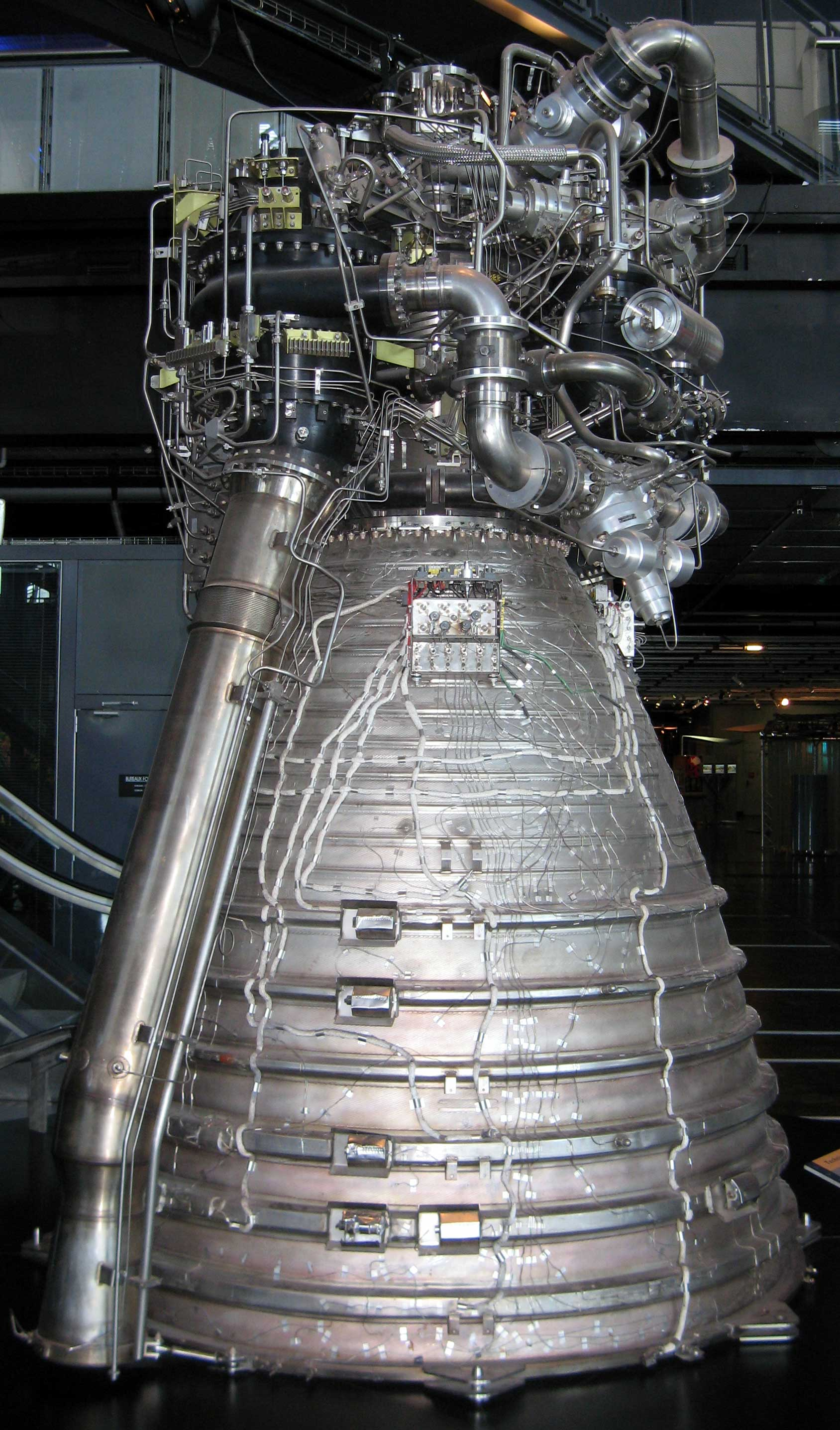
ĐTL Vulcain

Ariane-5 ECA được cải thiện từ việc phóng Ariane-5 Generic. Mặc dù chúng có cùng một kiến trúc chung nhưng một số thay đổi lớn đã được thực hiện ở cấu trúc cơ bản của phiên bản Ariane-5 Generic để tăng lực đẩy và cho phép nó để đưa tải trọng lớn hơn vào quỹ đạo.
Động cơ phóng (ĐCP) dùng của Ariane-5 ECA sử dụng động cơ tên lửa nhiên liệu rắn (ĐTR) EAP. Phần trên của ĐTR EAP của Ariane-5 ECA (còn được gọi là phân đoạn S1) mang chất nổ đẩy thêm 10% (2,5 tấn). Điều này, nhiên liệu đẩy thêm cho Ariane 5-ECA 50 tấn bổ sung sức đẩy trong 20 giây đầu tiên sau khi cất cánh. Điều này có nghĩa rằng cùng các tên lửa đẩy hai cung cấp một lực đẩy 1300 tấn lúc cất cánh, gần 10 lần so với mức cung cấp bởi các công cụ mới của sân khấu trung tâm.
Các TLĐ cũng được trang bị một vòi phun mới có phần ít hơn và dễ dàng hơn và rẻ hơn để sản xuất.
Vulcain 2 bắn thử nghiệm
Giai đoạn chính (EPC và Vulcain 2 động cơ)
Một phiên bản cải tiến của động cơ Vulcain đã được phát triển và được sử dụng trên các phiên bản Ariane ECA 5. Động cơ Vulcain đông lạnh đã được sửa đổi để tăng lực đẩy của nó bằng 20%, lên đến 137 tấn. Điều này Vulcain 2 hoạt động dưới áp lực cao hơn một chút với tỷ lệ hỗn hợp có 20% oxy lỏng hơn Vulcain 1. Bởi vì sự thay đổi này trong hỗn hợp, một turbopump oxy mới được phát triển.
Ngoài ra, các Vulcain-2 ống xả turbopump reinjected vào hệ thống chính, do đó cải thiện hiệu suất động cơ ở độ cao cao. Vulcain-2 động cơ là một đóng góp quan trọng cho khả năng nâng bổ sung của phiên bản Ariane-5 ECA vào GTO.
Để giữ oxy lỏng thêm cần thiết cho giai đoạn cốt lõi EPC, năng lực của các bình oxy lỏng đã được tăng lên 16 tấn. Điều này đạt được bằng cách chuyển các vách ngăn xe tăng phổ biến giữa các bình oxy lỏng và hydrogen bể chứa chất lỏng của Ariane-5 giai đoạn Generic EPC và củng cố các yếu tố cấu trúc.
Khả năng chịu tải nhiên liệu mới của EPC là:
Oxy lỏng: 150 tấn;
Hydro lỏng: 25 tấn;
Giai đoạn EPC hoạt động gần 540 giây. Nó cũng thực hiện chức năng điều khiển cuộn trong tất cả các giai đoạn của động cơ đẩy của nó. Tại đóng cửa, ở độ cao giữa 160 km và 210 km tùy thuộc vào quỹ đạo của các nhiệm vụ, giai đoạn EPC tách ra từ hỗn hợp trên và reenters bầu khí quyển phía trên Đại Tây Dương.

## Lịch sử phóng
Lần phóng đầu tiên thực hiện vào 4 tháng 6 năm 1996 nhưng không thành công.
Lần phóng thành công đầu tiên của Ariane-5 là vào 10 tháng 12 năm 1999.
| Ngày & Thời gian (UTC) | Chuyến bay | Mô hình        | Số seri | Tải trọng có ích                                  | Kết quả           | #  |
| ---------------------- | ---------- | -------------- | ------- | ------------------------------------------------- | ----------------- | -- |
| 04.06.1996 12:34:06    | V-88       | Ariane-5G      | 501     | Cluster                                           | Thất bại          | 1  |
| 30.10.1997 13:43:00    | V-101      | Ariane-5G      | 502     | MaqSat H & TEAMSAT, MaqSat B, YES                 | Thất bại một phần | 2  |
| 21.10.1998 16:37:21    | V-112      | Ariane-5G      | 503     | MaqSat 3, ARD                                     | Thành công        | 3  |
| 10.12.1999 14:32:07    | V-119      | Ariane-5G      | 504     | XMM-Newton                                        | Thành công        | 4  |
| 21.03.2000 23:28:19    | V-128      | Ariane-5G      | 505     | INSAT 3B, AsiaStar                                | Thành công        | 5  |
| 14.09.2000 22:54:07    | V-130      | Ariane-5G      | 506     | Astra 2B, GE-7                                    | Thành công        | 6  |
| 16.11.2000 01:07:07    | V-135      | Ariane-5G      | 507     | PAS-1R, Amsat P3D, STRV 1C, STRV 1D               | Thành công        | 7  |
| 20.12.2000 00:26:00    | V-138      | Ariane-5G      | 508     | Astra 2D, GE 8 (Aurora 3), LDREX                  | Thành công        | 8  |
| 08.03.2001 22:51:00    | V-140      | Ariane-5G      | 509     | Eutelsat 28A, BSat 2a                             | Thành công        | 9  |
| 12.07.2001 22:58:00    | V-142      | Ariane-5G      | 510     | Artemis, BSat 2b                                  | Thất bại một phần | 10 |
| 01.03.2002 01:07:59    | V-145      | Ariane-5G      | 511     | Envisat                                           | Thành công        | 11 |
| 05.07.2002 23:22:00    | V-153      | Ariane-5G      | 512     | Stellat 5, N-Star c                               | Thành công        | 12 |
| 28.08.2002 22:45:00    | V-155      | Ariane-5G      | 513     | Atlantic Bird 1, MSG 1,                           | Thành công        | 13 |
| 11.12.2002 22:22:00    | V-157      | Ariane-5ECA    | 517     | Hot Bird 7, Stentor,                              | Thất bại          | 14 |
| 09.04.2003 22:52:19    | V-160      | Ariane-5G      | 514     | Insat 3A, Galaxy 12                               | Thành công        | 15 |
| 11.06.2003 22:38:15    | V-161      | Ariane-5G      | 515     | Optus C1, BSat 2c                                 | Thành công        | 16 |
| 27.09.2003 23:14:46    | V-162      | Ariane-5G      | 516     | Insat 3E, eBird 1, SMART-1                        | Thành công        | 17 |
| 02.03.2004 07:17:44    | V-158      | Ariane-5G+     | 518     | Розетта                                           | Thành công        | 18 |
| 18.07.2004 00:44:00    | V-163      | Ariane-5G+     | 519     | Anik F2                                           | Thành công        | 19 |
| 18.12.2004 16:26:00    | V-165      | Ariane-5G+     | 520     | Helios 2A, Essaim 1, 2, 3, 4, PARASOL, Nanosat 01 | Thành công        | 20 |
| 12.02.2005 21:03:00    | V-164      | Ariane-5ECA    | 521     | / XTAR-EUR, Maqsat B2, Sloshsat                   | Thành công        | 21 |
| 11.08.2005 08:20:00    | V-166      | Ariane-5GS     | 523     | Thaicom 4(iPStar)                                 | Thành công        | 22 |
| 13.10.2005 22:32:00    | V-168      | Ariane-5GS     | 524     | Syracuse 3A, Galaxy 15                            | Thành công        | 23 |
| 16.11.2005 23:46:00    | V-167      | Ariane-5ECA    | 522     | Spaceway F2, Telkom 2                             | Thành công        | 24 |
| 21.12.2005 22:33:00    | V-169      | Ariane-5GS     | 525     | Insat 4A, Meteosat 9,                             | Thành công        | 25 |
| 11.03.2006 22:32:50    | V-170      | Ariane-5ECA    | 527     | Spainsat, Hot Bird 7A                             | Thành công        | 26 |
| 26.05.2006 21:08:50    | V-171      | Arian-5ECA     | 529     | Satmex 6, Thaicom 5                               | Thành công        | 27 |
| 11.08.2006 22:15:00    | V-172      | Ariane-5ECA    | 531     | JCSat 10, Syracuse 3B                             | Thành công        | 28 |
| 13.10.2006 20:56:00    | V-173      | Ariane-5ECA    | 533     | Direc-9S, Optus D1, LDREX-2                       | Thành công        | 29 |
| 08.12.2006 22:08:00    | V-174      | Ariane-5ECA    | 534     | WildBlue 1, AMC-18                                | Thành công        | 30 |
| 11.03.2007 22:03       | V-175      | Ariane-5ECA    | 535     | Skynet-5A, Insat-4B                               | Thành công        | 31 |
| 04.05.2007 22:29       | V-176      | Ariane-5ECA    | 536     | Астра 1L, Galaxy 17                               | Thành công        | 32 |
| 14.08.2007 23:44       | V-177      | Ariane-5ECA    | 537     | Spaceway F3, BSAT-3A                              | Thành công        | 33 |
| 05.10.2007 22:02       | V-178      | Ariane-5GS     | 526     | Intelsat 11, Optus D2                             | Thành công        | 34 |
| 14.11.2007 22:06       | V-179      | Ariane-5ECA    | 538     | Skynet 5B, Star One C1                            | Thành công        | 35 |
| 21.12.2007 21:41       | V-180      | Ariane-5GS     | 530     | RASCOM-QAF 1, Horizons 2                          | Thành công        | 36 |
| 09.03.2008 04:03       | V-181      | Ariane-5ES ATV | 528     | ATV-1 "Jules Verne"                               | Thành công        | 37 |
| 10.04.2008 22:17       | V-182      | Ariane-5ECA    | 539     | Star One C2, Vinasat-1                            | Thành công        | 38 |
| 12.06.2008 22:05       | V-183      | Ariane-5ECA    | 540     | Turksat 3A, Skynet-5C                             | Thành công        | 39 |
| 07.07.2008 21:47       | V-184      | Ariane-5ECA    | 541     | BADR-6, ProtoStar I                               | Thành công        | 40 |
| 14.08.2008 20:44       | V-185      | Ariane-5ECA    | 542     | AMC-21, Superbird 7                               | Thành công        | 41 |
| 20.12.2008 22:35:07    | V-186      | Ariane-5ECA    | 543     | Eutelsat W2M, Hot Bird 9                          | Thành công        | 42 |
| 12.02.2009 22:09       | V-187      | Ariane-5ECA    | 545     | Hot Bird 10, NSS-9, Spirale-A, Spirale- B         | Thành công        | 43 |
| 14.05.2009 13:12       | V-188      | Ariane-5ECA    | 546     | Herschel, Planck                                  | Thành công        | 44 |
| 01.07.2009 19:52       | V-189      | Ariane-5ECA    | 547     | TerreStar-1                                       | Thành công        | 45 |
| 21.08.2009 22:09       | V-190      | Ariane-5ECA    | 548     | JCSat-12, Optus D3                                | Thành công        | 46 |
| 01.10.2009 21:59       | V-191      | Ariane-5ECA    | 549     | Amazonas 2, COMSATBw-1                            | Thành công        | 47 |
| 29.10.2009 20:00       | V-192      | Ariane-5ECA    | 550     | NSS-12, Thor-6                                    | Thành công        | 48 |
| 18.12.2009 16:26       | V-193      | Ariane-5GS     | 532     | Helios-2B                                         | Thành công        | 49 |
| 21.05.2010 22:01       | V-194      | Ariane-5ECA    | 551     | Астра 3B, COMSATBw-2                              | Thành công        | 50 |
| 26.06.2010 21:41       | V-195      | Ariane-5ECA    | 552     | Arabsat-5A, COMS-1                                | Thành công        | 51 |
| 04.08.2010 20:59       | V-196      | Arian-5ECA     | 554     | RASCOM-QAF 1R, Nilesat 201                        | Thành công        | 52 |
| 28.10.2010 21:51       | V-197      | Arian-5ECA     | 555     | Eutelsat W3B, BSat-3b                             | Thành công        | 53 |
| 26.11.2010 18:39       | V-198      | Ariane-5ECA    | 556     | Intelsat 17, HYLAS-1                              | Thành công        | 54 |
| 29.12.2010 21:27       | V-199      | Ariane-5ECA    | 557     | Koreasat-6, Hispasat-1E                           | Thành công        | 55 |
| 16.02.2011 21:51:02    | V-200      | Ariane-5ES     | 544     | ATV-2 "Johannes Kepler"                           | Thành công        | 56 |
| 22.04.2011 21:37       | VA-201     | Ariane-5ECA    | 558     | YahSat-1, Intelsat New Dawn                       | Thành công        | 57 |
| 20.05.2011 20:38       | VA-202     | Ariane-5ECA    | 559     | / ST-2, GSAT-8                                    | Thành công        | 58 |
| 06.08.2011 22:52:37    | VA-203     | Ariane-5ECA    | 560     | ASTRA 1N, BSAT 3c                                 | Thành công        | 59 |
| 21.09.2011 21:38       | VA-204     | Ariane-5ECA    | 561     | Arabsat 5C, SES 2                                 | Thành công        | 60 |
| 23.03.2012 04:34:12    | VA-205     | Ariane-5ES     | 553     | ATV-3 "Edoardo Amaldi"                            | Thành công        | 61 |
| 15.05.2012 21:38       | VA-206     | Ariane-5ECA    | 562     | JCSAT 13, Vinasat-2                               | Thành công        | 62 |
| 05.07.2012 21:38       | VA-207     | Ariane-5ECA    | 563     | Echostar 17, Meteosat 10                          | Thành công        | 63 |
| 02.08.2012 21:38       | VA-208     | Ariane-5ECA    | 564     | HYLAS 2, Intelsat 20                              | Thành công        | 64 |
| 28.09.2012 21:18       | VA-209     | Ariane-5ECA    | 565     | Astra 2F, GSAT-10                                 | Thành công        | 65 |
| 10.11.2012 21:05       | VA-210     | Ariane-5ECA    | 566     | Eutelsat 21B, Star One C3                         | Thành công        | 66 |
| 19.12.2012 21:49       | VA-211     | Ariane-5ECA    | 567     | Skynet 5D, MEXSAT-3                               | Thành công        | 67 |
| 07.02.2013 21:36       | VA-212     | Ariane-5ECA    | 568     | Amazonas-3, Azerspace-1/Africasat-1a              | Thành công        | 68 |
| 05.06.2013 21:52       | VA-213     | Ariane-5ES     | 592     | ATV-4 "Albert Einstein"                           | Thành công        | 69 |
| 25.07.2013 19:54       | VA-214     | Ariane-5ECA    | 569     | Alphasat I-XL, INSAT-3D                           | Thành công        | 70 |
| 29.08.2013 21:30       | VA-215     | Ariane-5ECA    | 570     | Eutelsat 25B / Es'hail 1, GSAT-7                  | Thành công        | 71 |
| 06.02.2014 21:30       | VA-217     | Ariane-5ECA    | 572     | ABS-2, Athena-Fidus                               | Thành công        | 72 |